# Strangalia picticornis
Strangalia picticornis är en skalbaggsart som först beskrevs av Bates 1869. Strangalia picticornis ingår i släktet Strangalia och familjen långhorningar.
Artens utbredningsområde är:
- Nicaragua.
- Panama.

Inga underarter finns listade i Catalogue of Life.